# 살아온 자 살아갈 자
《2017 월간 윤종신 4월호》는 대한민국의 가수 윤종신의 디지털 싱글이다. 2017년 4월 24일에 발매되었다. 대한민국의 기획사 미스틱엔터테인먼트의 음악 플랫폼 월간 윤종신을 통해 발매되었다.

## 트랙 리스트
| #  | 제목                    | 작사   | 작곡   | 편곡   | 재생 시간 |
| -- | ----------------------- | ------ | ------ | ------ | --------- |
| 1. | 〈살아온 자 살아갈 자〉 | 윤종신 | 정석원 | 정석원 | 3:55      |

## 크레딧
- All Programming : 정석원
- Keyboard : 정석원
- Chorus : 장수빈
- Recording : 정재원
- Mixing : 김일호
- Mastering : 권남우